# U-274
Unterseeboot 274 foi um submarino alemão do Tipo VIIC, pertencente a Kriegsmarine que atuou durante a Segunda Guerra Mundial.

## Comandantes
| Comandante           | Data                                          |
| -------------------- | --------------------------------------------- |
| Oblt. Günther Jordan | 7 de novembro de 1942 - 23 de outubro de 1943 |

## Subordinação
Durante o seu tempo de serviço, esteve subordinado às seguintes flotilhas:
| Período                                     | Flotilha                                  |
| ------------------------------------------- | ----------------------------------------- |
| 7 de novembro de 1942 - 31 de julho de 1943 | 8. Unterseebootsflottille (treinamento)   |
| 1 de agosto de 1943 - 23 de outubro de 1943 | 7. Unterseebootsflottille (serviço ativo) |